# Youssou N'Dour
Youssou N'Dour, também conhecido como Youssou Madjiguène Ndour, é um cantor- compositor, músico, ator, empresário, ativista e político senegalês. Em 2004, a revista Rolling Stone o descreveu como "talvez o cantor vivo mais famoso" no Senegal e em grande parte da África, e em 2023, a mesma publicação o classificou na posição 69 em sua lista dos 200 maiores cantores de todos os tempos. De abril de 2012 a setembro de 2013, ele foi Ministro do Turismo do Senegal.

## Biografia
Nasceu e cresceu no bairro da Medina em Dakar. Muçulmano e seguidor do sufismo, é pai de vários filhos e  tinha duas esposas (Mamy Camara e Aïda Coulibaly). Em junho de 2007, divorciou-se da primeira, Mamy, com quem teve quatro filhos, depois de 17 anos de casamento.
Trabalhou com artistas de renome como  Peter Gabriel, Paul Simon e o camaronês Manu Dibango.
Uma das suas canções mais famosas é Seven Seconds, que gravou com a cantora Neneh Cherry. Em 1998, compôs o hino para as fases finais da Copa do Mundo, La Cour Des Grands, que canta com a cantora belga Axelle Red. Compôs também a trilha sonora do filme de animação  Kirikou e a feiticeira (1998).
Politicamente engajado,  organizou em 1985 um concerto pela liberação de Nelson Mandela, no Estádio da Amizade, em Dakar. Também organizou vários concertos em benefício da Anistia Internacional. Embaixador de boa vontade para as Nações Unidas e para a UNICEF, foi também eleito embaixador da Organização Internacional do Trabalho.
Em 2004 participou do CD Agir Réagir em favor das vítimas do terremoto que atingiu a região de Al-Hoceima, em Marrocos.
Em 2005 fez sua apresentação no live 8 junto a cantora Dido e juntos cantaram duas músicas: "Thank You" e "7 Seconds".